# Enzo Artoni
Enzo Artoni (Buenos Aires, Argentina; 27 de enero de 1976) es un exjugador de tenis italo-argentino. Se formó en la ciudad argentina de Santa Fe y se destacaba por su revés a una mano y su juego en dobles. Representó a Italia como jugador. Es amigo íntimo del argentino Mariano Puerta y luego de su retiro sirvió como entrenador del chileno Nicolás Massú y de Puerta. Se retiró en 2006.

## Torneos ATP

### Dobles

#### Títulos
| Leyenda                |
| Grand Slam (0)         |
| Tennis Masters Cup (0) |
| ATP Masters Series (0) |
| ATP Tour (2)           |

| N.º | Fecha                    | Torneo          | Superficie    | Pareja           | Oponentes en la final         | Resultado      |
| --- | ------------------------ | --------------- | ------------- | ---------------- | ----------------------------- | -------------- |
| 1.  | 10 de septiembre de 2001 | Costa do Sauipe | Dura          | Daniel Melo      | Gastón Etlis Brent Haygarth   | 6-3 1-6 7-6(5) |
| 2.  | 17 de mayo de 2004       | Casablanca      | Tierra batida | Fernando Vicente | Yves Allegro Michael Kohlmann | 3-6 6-0 6-4    |

#### Finalista
| N.º | Fecha                    | Torneo  | Superficie    | Pareja                 | Oponentes en la final          | Resultado   |
| --- | ------------------------ | ------- | ------------- | ---------------------- | ------------------------------ | ----------- |
| 1.  | 24 de septiembre de 2001 | Palermo | Tierra batida | Emilio Benfele Álvarez | Tomás Carbonell Daniel Orsanic | 2-6 6-2 2-6 |